# Andrea Nuyt
Andrea Nuyt (Gouda, 10 juli 1974) is een voormalig Nederlands schaatsster gespecialiseerd in de sprintafstanden 500 en 1000 meter. Ze was van 13 februari 2002 tot 26 januari 2013 in het bezit van het Nederlandse record op de 500 meter.

## Biografie
De carrière van Nuyt begon in 1994 tijdens haar deelname aan het WK Junioren waar ze veertiende werd. Hierna bleef ze in de achterhoede, maar beleefde haar doorbraak tijdens het WK Afstanden in 2000 waar ze als vierde eindigde op de 500 meter. Tijdens de Spelen van 2002 werd ze opnieuw vierde, maar datzelfde jaar kreeg ze zilver op het WK Sprint. Na afloop van het schaatsseizoen 2003-2004 gaf Nuyt aan tijdelijk met schaatsen te stoppen; in november 2004 bleek zij definitief te zijn gestopt. Haar Nederlandse record op de Olympische 500 meter in 2002 hield stand tot 26 januari 2013 toen Thijsje Oenema tijdens het WK Sprint in Salt Lake City het overnam. Nuyt geeft nu soms samen met Verheijen training op ssv Eemland in het schaatsseizoen.

## Privé
Nuyt is getrouwd met schaatser Carl Verheijen. Nuyt en Verheijen hebben drie dochters.

## Persoonlijke records
| Afstand    | Tijd    | Datum            | Baan           |
| ---------- | ------- | ---------------- | -------------- |
| 500 meter  | 37,54   | 13 februari 2002 | Salt Lake City |
| 1000 meter | 1.14,65 | 17 februari 2002 | Salt Lake City |
| 1500 meter | 2.00,38 | 20 maart 1999    | Calgary        |
| 3000 meter | 4.29,14 | 16 augustus 1998 | Calgary        |
| 5000 meter | 7.59,17 | 9 maart 1995     | Heerenveen     |

## Resultaten
| jaar | NK Afstanden | NK Sprint | Olympische Spelen | WK Sprint                | WK Afstanden     | WK Junioren |
| ---- | ------------ | --------- | ----------------- | ------------------------ | ---------------- | ----------- |
| 1994 |              |           |                   |                          |                  | nc14        |
| 1996 | 500m         | Brons     |                   |                          |                  |             |
| 1997 | 500m · 1000m |           |                   |                          |                  |             |
| 1998 | 500m         | Brons     | 37e 500m (+val)   | 19e (16e, 18e, 19e, 24e) |                  |             |
| 1999 | 500m         | Zilver    |                   | 9e (11e, 9e, 6e, 11e)    |                  |             |
| 2000 | 500m · 1000m | Goud      |                   | 27e (27e, 9e, 8e, 8e)    | 9e 500m 4e 1000m |             |
| 2001 | 500m · 1000m | Zilver    |                   | 8e (6e, 7e, 7e, 16e)     | 5e 500m          |             |
| 2002 | 500m · 1000m | Goud      | 4e 500m 8e 1000m  | · (4e, , )               |                  |             |
| 2003 | 500m         |           |                   | 10e (6e, 11e, 7e, 12e)   |                  |             |
| 2004 | 500m · 1000m | Zilver    |                   | 11e (14e, 12e, 12e, 6e)  | 8e 500m          |             |